# Гилберт, Алан
Алан Гилберт (англ. Alan Gilbert; род. 23 февраля 1967, Нью-Йорк) — американский скрипач и дирижёр.

## Биография
Отец и мать (по происхождению японка) — скрипачи в Нью-Йоркском филармоническом оркестре. С детства обучался играть на скрипке, альте, фортепиано. В 1980-х учился в Гарвардском университете, был там музыкальным директором оркестра Баховского общества. Затем учился скрипичному мастерству в консерватории Новой Англии в Бостоне, дирижированию — в Кёртисовском институте и Джульярдской школе. В 1994 выиграл дирижёрскую премию Георга Шолти и возможность в частном порядке заниматься под руководством мастера. В том же году выиграл как дирижёр Международный конкурс исполнителей в Женеве. С 2009 — музыкальный директор Нью-Йоркского филармонического оркестра. В 2011 году удостоен Премии Дитсона.
Жена (с 2001) — шведская виолончелистка Кайса Виллиам-Олссон (швед. Kajsa William-Olsson). У супругов трое детей.

## Карьера
В 2000—2008 возглавлял Стокгольмский филармонический оркестр. Приглашенный дирижёр крупнейших симфонических и оперных оркестров США, включая Метрополитен-опера, а также Симфонический оркестр Северогерманского радио. ,в качестве первого приглашенного дирижера.В сезоне 2009—2010 Гилберт получил пост главного дирижёра симфонического оркестра Нью-Йоркской филармонии (после Лорина Маазеля) и стал первым урождённым нью-йоркцем на этой должности. В феврале 2015 года оркестр объявил о прекращении полномочий Гилберта после закрытия сезона 2016—2017.С сезона 2019 занимает пост главного дирижера симфонического оркестра Северогерманского радио.

## Репертуар
В репертуаре дирижёра — симфоническая и оперная музыка от Баха до Джона К. Адамса и Магнуса Линдберга.